# Juovejauretje (Tärna socken, Lappland, 728320-144453)
Juovejauretje är en sjö i Storumans kommun i Lappland och ingår i Vapstälven-Ranas kustområde. Sjön har en area på 0,107 kvadratkilometer och ligger 793,1 meter över havet.

## Delavrinningsområde
Juovejauretje ingår i det delavrinningsområde (728321-144315) som SMHI kallar för Mynnar i Krutvattnet. Medelhöjden är 846 meter över havet och ytan är 18,45 kvadratkilometer. Det finns inga avrinningsområden uppströms utan avrinningsområdet är högsta punkten. Vattendraget som avvattnar avrinningsområdet har biflödesordning 2, vilket innebär att vattnet flödar genom totalt 2 vattendrag innan det når havet efter 11 kilometer. Avrinningsområdet består mestadels av kalfjäll (92 procent). Avrinningsområdet har 0,37 kvadratkilometer vattenytor vilket ger det en sjöprocent på 2 procent.